# Lipperode
Lipperode ist ein Ortsteil von Lippstadt, Kreis Soest, in Nordrhein-Westfalen nördlich der Lippe mit 4145 Einwohnern. Das Gemeindewappen zeigt über Burgmauern die Lippische Rose mit Kelch- und Blütenblättern. Lipperode gehörte bis zum Jahre 1918 zum Fürstentum Lippe und danach bis 1947 zum Freistaat Lippe. Von 1947 bis 1949 gehörte es zum Regierungsbezirk Detmold und wurde danach als selbstständige Gemeinde dem Kreis Lippstadt angegliedert.

## Geschichte
Die erste bekannte urkundliche Erwähnung des Ortes Lipperode geht auf eine Urkunde des Klosters Liesborn aus dem Jahre 1248 zurück.

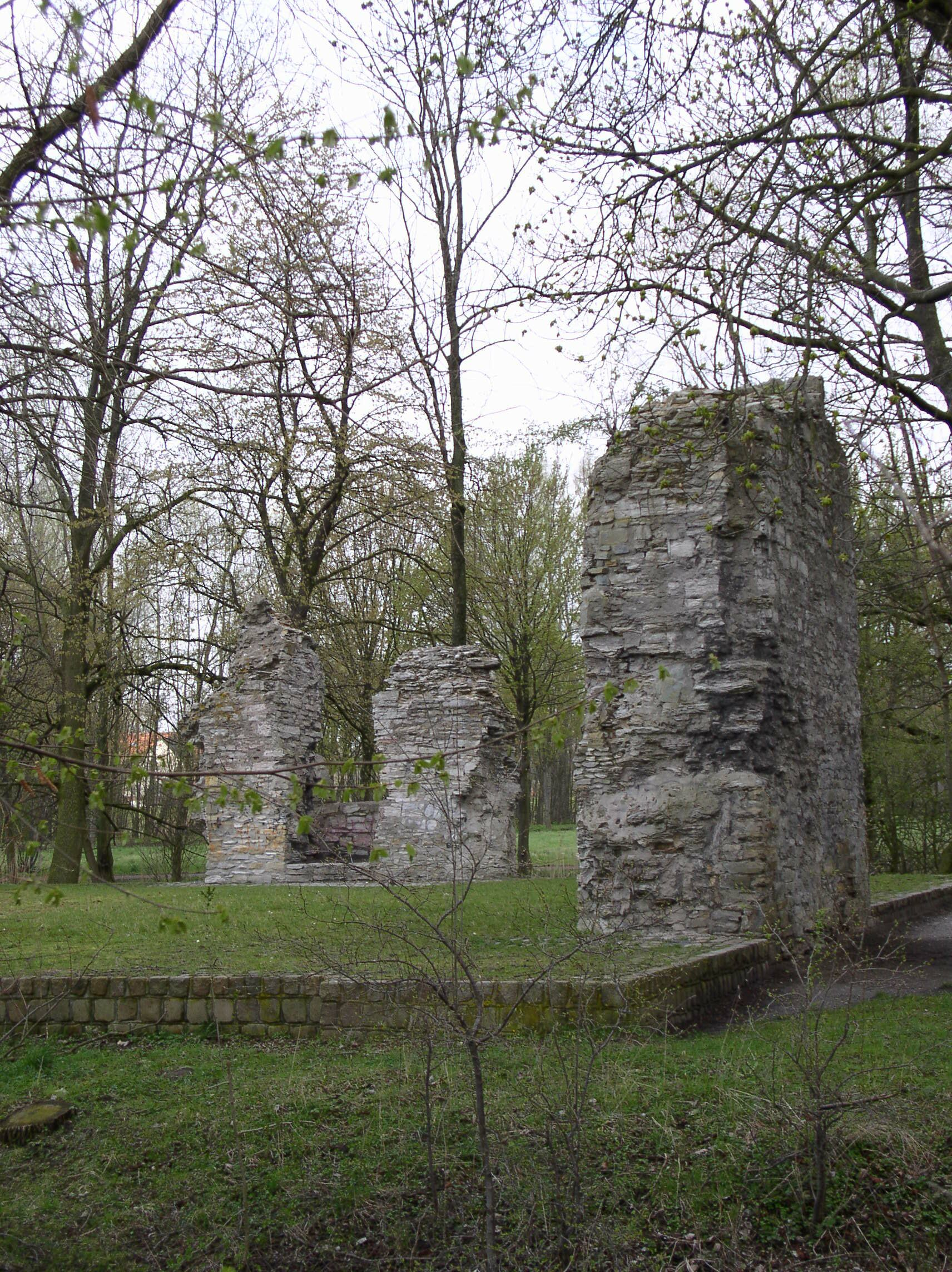
Burgruine

### Chronologie der Geschichte Lipperodes
Lipperode gehört zu den Ursprungsländern der Edelherrn zur Lippe, die erstmals 1123 mit den Brüdern Hermann und Bernhard I. urkundlich erwähnt wurden. Der Aufstieg derer zur Lippe begann mit Bernhard II. (um 1140–1224), seinem Sohn Hermann II. († 1229) und seinem Enkel Bernhard III. († 1265).
Für das Jahr 1248 ist eine erste urkundliche Erwähnung des Ortsnamens nachweisbar; mit Abmessungen von 20 m × 22 m gab es auf der Burg Lipperode einen der größten Wohntürme Ostwestfalens.
Im Jahr 1305 war der Ritter Lof Burgmann. Im Jahr 1344 fiel Lipperode durch Landesteilung an Bernhard V. zur Lippe. Nach dem Tode Bernhards V. besetzte dessen Schwiegersohn Otto von Tecklenburg im Jahr 1364 die Burgen Rheda und Lipperode sowie die Stadt Lippe, heute Lippstadt. Dadurch entstand die dreißigjährige Tecklenburger Fehde.
Während der bis 1456 andauernden Eversteiner Fehde wurde Lipperode im Jahr 1408 verwüstet.
Im Jahr 1413 ist ein Freigericht bei den „Wendischen Specken“ (heute „Freier Stuhl“) auf der Grenze Lipperode/Mastholte/Westenholz nachgewiesen. 1467 fand in Lipperode ein großer Lehnstag statt. Im Jahr 1503 wurden Schnatsteine (Grenzsteine) zum Paderborner Land (Niederdedinghausen) gesetzt. 1511 zog Simon V. zur Lippe zusammen mit dem Paderborner Bischof Erich in Lipperode ein. Der Landgraf von Hessen erlangte im Jahre 1517 die völlige Lehnsherrschaft über Lippe. 1556 begann die Rietberger Fehde. 1589 wurde die Burgvogtei beendet und fortan die Verwaltung von Amtmännern durchgeführt.
General Johann van Rijswijck legte 1600 Pläne für eine Festung vor. Bis 1610 entstand eine der größten Festungen in Ostwestfalen. 1604 wurden die Häuser bei der Burg (heute: nahe der Brücke über den Merschgraben) abgebrochen und an der heutigen Bismarckstraße wieder aufgebaut.
1612 wurde eine Station der Thurn- und Taxisschen Post am heutigen Gasthaus Voss eingerichtet. Die Garnison umfasste bereits 30 Mann, wurde aber 1616 wieder aufgelöst. In diesem Jahr wurde mit der Schleifung der Festung begonnen. Lipperode fiel durch die Zersplitterung der Grafschaft Lippe infolge des Testamentes des 1613 verstorbenen Grafen Simon VI. an das Haus Lippe-Alverdissen. Erst im 18. Jahrhundert wurde das Amt Lipperode wieder mit der Detmolder Linie vereinigt.
1621 bemächtigte sich Herzog Christian von Braunschweig (der „tolle Christian“) der Burg.
1623 standen spanische Truppen vor Lippstadt und versuchten, die Lippe oberhalb Lipperodes und der Burg an der Nigge (Flurbezeichnung für Neue Lippe) abzuleiten. Der Spanische Graben entstand, darauf weist heute die Wegbezeichnung Neuer Bruch hin.
Im Jahr 1648 bestand bereits eine Schule in Lipperode. 1676 erhielt der Dorfkrug, der heutige Gasthof Voss, das Brauprivileg. 1681 und 1735 wurde das Dorf überschwemmt. 1748 fiel mit dem Stadthagener Vergleich Lipperode wieder an Lippe-Detmold. 1756 konnte ein leichtes Erdbeben in Lipperode festgestellt werden. 1764 wurde südlich des Dorfes ein Damm gegen die Lippeüberschwemmungen errichtet.
1789 erhielten alle Familienmitglieder der Grafen zur Lippe den Fürstentitel und Lippe wurde Fürstentum.
Im Jahr 1813 plünderten die Franzosen das Dorf, später war für 7143 preußische Soldaten Quartier zu schaffen.
Eine neue Synagoge wurde 1817 gebaut. 1831 wurde der Ort von der Cholera heimgesucht, die mehrere Todesopfer forderte; 1865 forderte eine Typhusepidemie ihren Tribut. Von 1838 bis 1851 wurde in Lipperode Raseneisenerz abgebaut. 1870 wurde die bisherige Allmende, der Neue Bruch, aufgeteilt. Seit 1880 gibt es im Ort eine erste befestigte Straße. Im Jahr 1886 wurden Lipperode und Cappel ein Amt im Fürstentum Lippe.
Die große Katharinenflut führte 1890 zum Bruch des Dammes und das Dorf wurde erneut überschwemmt. Die Familien-Linie Lippe-Detmold starb 1905 aus. Es folgte nach dem Lippischen Thronfolgestreit seit 1895 die Linie Lippe-Biesterfeld. Der Landesherr Fürst Leopold IV. zur Lippe und Fürstin Berta besuchten Lipperode im Jahr 1910. 1918 dankte der Fürst ab und es folgte ein Volks- und Soldatenrat, der 1919 von einer Landesregierung abgelöst wurde. Lipperode gehörte damit zum Freistaat Lippe. 1928 wurde Lipperode selbstständige Gemeinde und dem Kreis Detmold angeschlossen.
Während der sogenannten Reichspogromnacht im Jahr 1938 blieb die Lipperoder Synagoge bestehen.
Im Jahr 1944 wurden bei einem Luftangriff 22 Häuser zerstört. Am 1. April 1945, Ostersonntag, besetzten amerikanische Soldaten das Dorf. Im Februar 1946 brach der Deich erneut und das Dorf wurde von einer großen Überschwemmung getroffen. Mit Wirkung vom 21. Januar 1947 wurde das Land Lippe in das Land Nordrhein-Westfalen eingegliedert. Lipperode wurde im Jahr 1949 aus dem Kreis Detmold ausgegliedert und kam als selbstständige Gemeinde zum Kreis Lippstadt. 1952 brach in Lipperode die Kinderlähmung aus. Als Folge der Epidemie wurde Lipperode im Jahr 1955 als erste Gemeinde im Altkreis Lippstadt vollständig kanalisiert.
1965 kam es während der Heinrichsflut erneut zu einem Deichbruch mit einer großen Überschwemmung. Eine Deichverstärkung wurde 1974 abgeschlossen.
Am 1. Januar 1975 verlor Lipperode die Selbstständigkeit und wurde ein Stadtteil Lippstadts.

### Freier Stuhl

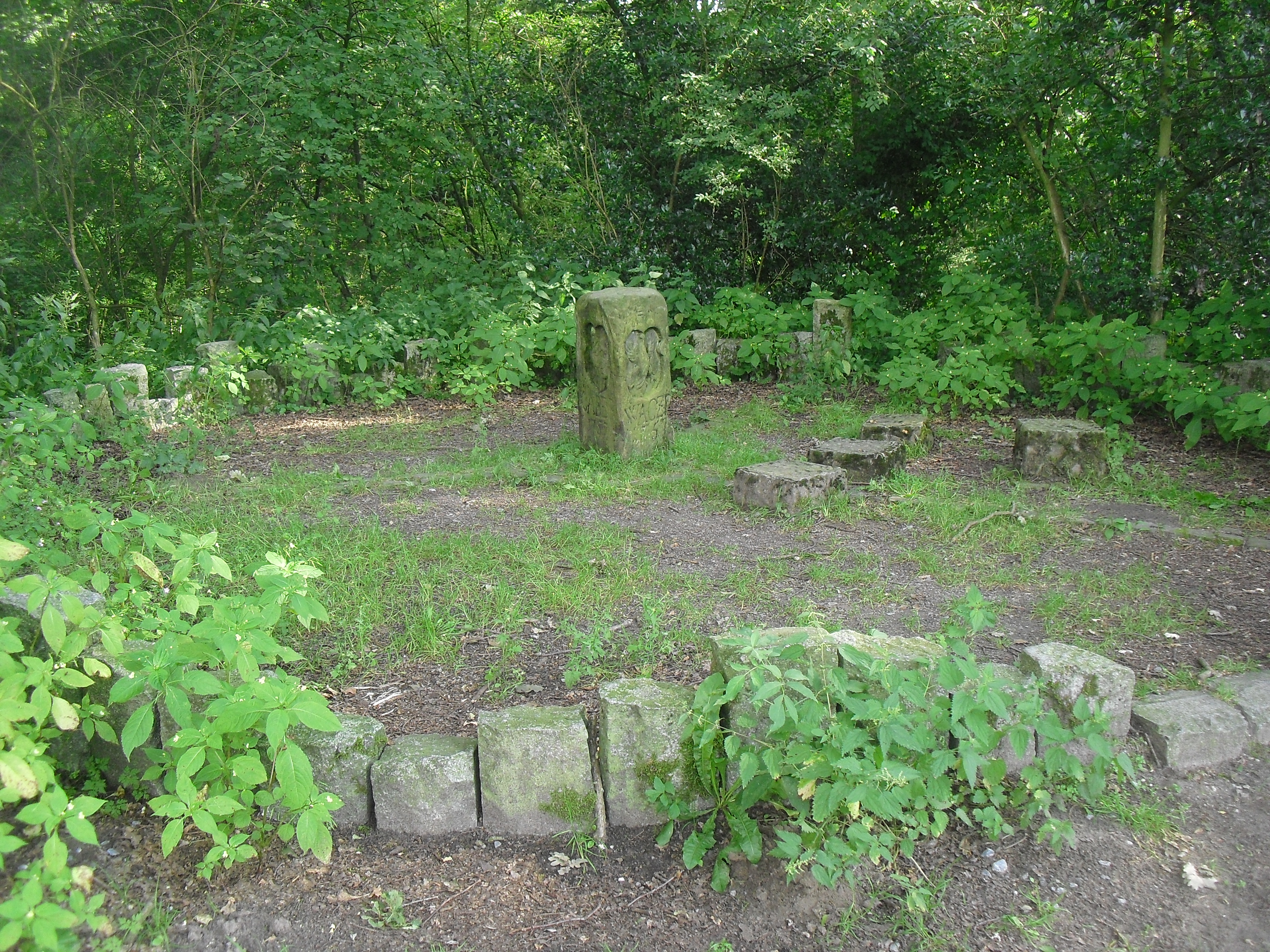
„Freier Stuhl“ zwischen Lipperode, Westenholz und Mastholte

Auf einem Sandhügel links des Boker-Heide-Kanals, an der Grenze Lipperodes, Westenholz und Mastholte, unmittelbar bei der Gaststätte „Zum Freien Stuhl“, steht ein dreieckiger Stein. Er trägt drei verschiedene Wappen: Die lippische Rose, den Adler mit den Buchstaben WAGZR, d. h. Wenzel August Graf zu Rietberg und ein Rautenwappen mit dem bayrischen Löwen sowie den Buchstaben CABZP, d. h. Clemens August, Bischof zu Paderborn. Der Stein markiert die Stelle des ehemaligen „Freystuhls“.
Im Jahre 1565 wurde dem Grafen zu Waldeck berichtet, dass bei den „wendischen Specken“ zu Lipperode von uralten Zeiten her drei freie Stühle gestanden hätten, die zu Paderborn, Rietberg und Lippe gehörten („Wendische Specken“ bedeutet, dass hier ein Stück Land derer zu Wend gehört hat, das in einer sumpfigen Gegend liegt). An dieser Stelle tagte im Mittelalter ein Freigericht, das nur über oder gegen „Freie“, auch Grafen und andere Landesherren, verhandelte. Dieses Gericht war nicht für Abhängige und Leibeigene zuständig (für diese war das sogenannte Gogericht zuständig). Aufgabe des Freistuhlgerichts war die Beurkundung von Eigentumswechseln an Grundstücken, von Schenkungen, von Ansprüchen und Pflichten aus einem Hofbesitz. Dies übernimmt heute der amtlich bestellte Notar.
Zum letzten Mal wurde der „freye Stuhl“ am 4. Mai 1771 von Graf Philipp Ernst zu Lippe-Alverdissen in einer Bittschrift an Kurfürst Max Friedrich von Köln erwähnt.

### Der Spanische Graben
Im Jahre 1621 hatte Herzog Christian von Braunschweig-Lüneburg die Lipperoder Festung eingenommen und war auch in Lippstadt einmarschiert, das er aber am 15. Mai 1622 wieder verließ. Es erfolgte im Jahre 1623 eine erneute Belagerung Lippstadts durch ein Heer verbündeter Spanier und Pfalz-Neuburger, die in spanischem Dienst standen. Aus dieser Zeit ist ein Kupferstich vorhanden mit der ältesten bekannten Darstellung der Lipperoder Festung. Nachdem die Belagerung nur mit mäßigem Erfolg, aber mit verhältnismäßig hohen Verlusten durchgeführt wurde, befahl der Graf von Ostfriesland, den belagerten Lippstädtern durch eine Umleitung der Lippe das schützende Wasser abzugraben. Man grub von der Lippe oberhalb Lipperodes (auf der Grenze zu Niederdedinghausen – heutige Flurbezeichnung: Nigge (Neue) Lippe) – einen tiefen Graben durch das Bruch und wollte ihn unterhalb Lippstadts in die Glenne münden lassen, einen kleinen Nebenfluss der Lippe. Doch das Vorhaben misslang, weil die abgeleiteten Wassermassen die sandigen Ufer zum Einsturz brachten und viele Arbeiter ertranken. Noch heute erinnert die Wegbezeichnung im Bruch Am Spanischen Graben daran.

### Erzabbau
Lange Zeit war das Geschehen in den Jahren 1837–1851 völlig vergessen. In dieser Zeit wurde in drei „Wäschen“ das sog. Raseneisenerz abgebaut. So genannt wird das in Flussniederungen vorkommende Erz, auch als Wiesenerz, Sumpfeisenerz oder Modererz bekannt. Es wird in Mooren und Sümpfen aus dem eisenhaltigen Grundwasser ausgeschieden und ist eine abweichende Art des Brauneisenerzes (Limonit). Das Erz hatte eigentlich keinen Wert, der Preis wurde durch den Arbeitslohn und die Transportkosten bestimmt. Das Erz wurde ergraben, in großen, aus Holz gefertigten „Wäschen“ vom anhaftenden Schmutz gereinigt, in Tonnen verladen und von Fuhrwerken zum Lippstädter Hafen (am heutigen Finanzamt gelegen) transportiert. Von hier ging es per Schiff auf Lastkähnen zur Eisenhütte Westphalia (Wehrenbold & Co.) nach Lünen und wurde dort verhüttet. Das Erz diente zur Herstellung von Öfen, Herden und Töpfen.
Der Erzabbau brachte vielen Lipperodern Arbeit, wurden diese doch bei der Arbeitsvergabe bevorzugt. Der aufmerksame Wanderer sieht noch heute, dass Eisen in Lipperode vorkommt. In den Gräben schillert bei stehenden Gewässern die Oberfläche bunt. Dies ist keine Verunreinigung durch Öl: Der Belag entsteht durch gelöstes Eisen, das sich auch als brauner „Schmand“ bei Pflanzen und Wurzeln an den Grabenrändern absetzt.

### Die erbeutete französische Kriegskasse
Lange Zeit hielt sich in Lipperode die Geschichte von der gestohlenen französischen Kriegskasse. Als die französische Armee unter Napoleon I. im Jahr 1813 aus Russland zurückzog, sollen die Soldaten auch im Dorfkrug zu Lipperode (heute: Altes Gasthaus Voss) genächtigt haben. Abends sollen sie mit einigen Lipperodern im Gasthaus zusammengesessen und getrunken haben. Die Kriegskasse soll ihnen sodann entwendet und im Dorf versteckt worden sein. Einige Dorfbewohner erzählten dies noch rund 190 Jahre später und zeigten auch die Stellen, wo nach der Familienüberlieferung dieses Versteck gewesen sein soll.
Doch was ereignete sich tatsächlich? Im Dezember 1812 befanden sich Teile der französischen Armee und auch das Bataillon Lippe auf dem Rückzug von Kowno (Ort im Süden Litauens) über Gumbinen nach Tilsit. Es war Winter und natürlich sehr kalt, die Straßen waren glatt und verdreckt, die Flucht wenig organisiert. In diesem Durcheinander befanden sich auch etliche Wagen mit der französischen Kriegskasse. Die erschöpften Pferde schafften es nicht, die Wagen eine steile Anhöhe heraufzuziehen. Die Wagen wurden zurückgelassen. Den Lippern tat dies natürlich leid, und man rettete doch noch zwei bis drei Wagen, die unter Bewachung weitertransportiert wurden.
Beim ersten Wagen waren unter anderem die Soldaten Seiger und Veit (Feith) aus Lipperode. Unterwegs wurden sie von Franzosen überfallen und die Geldwagen geplündert. In einem unbeobachteten Moment erbeuteten die Bewacher ein Fässchen mit 100.000 doppelten Napoleon d’or, teilten sich den Betrag und behielten ihn. Bei einem weiteren Gefecht verloren sie den Soldaten Veit, den man niemals wieder sah.
Der verbliebene Teil der Kriegskasse wurde an die Lippische Regierung in Detmold über den Hauptmann Falckmann abgeliefert. Dies geht aus einem Brief des Corporals Seiger vom 22. August 1814 an die Hochfürstliche Vormundschaftliche Regierung in Detmold hervor. Gegen den Hauptmann wurde beim Hochfürstlichen Militärgericht wegen einer Forderung von 500 Goldgulden geklagt.
Bei dem Soldaten und späteren Corporal Seiger handelte es sich offenbar um den Schneidergesellen Friedrich Andreas Seiger, geboren am 19. Juli 1792, aus Lipperode Nr. 40, den zweiten Sohn des Johann Diedrich Martin Seiger, der als Füsilier bei der 3. Landwehr-Compagnie unter Lieutenant Klostermeier diente.

### Einwohnerentwicklung
| Jahr | Einwohner |
| ---- | --------- |
| 1961 | 2436      |
| 1970 | 2902      |
| 1974 | 2992      |
| 2010 | 4162      |
| 2011 | 4167      |
| 2012 | 4167      |
| 2013 | 4134      |

Bevölkerungsstruktur
| Jahr | Gesamt | Männlich | Weiblich | 0–5 Jahre | 6–14 Jahre | 15–19 Jahre | 20–39 Jahre | 40–64 Jahre | ab 65 Jahre |
| ---- | ------ | -------- | -------- | --------- | ---------- | ----------- | ----------- | ----------- | ----------- |
| 2010 | 4162   | 2039     | 2123     | 219       | 418        | 232         | 1005        | 1573        | 715         |
| 2011 | 4167   | 2051     | 2116     | 215       | 424        | 218         | 0976        | 1593        | 741         |
| 2012 | 4167   | 2072     | 2095     | 210       | 428        | 221         | 0975        | 1570        | 763         |
| 2013 | 4134   | 2049     | 2085     | 183       | 407        | 220         | 0978        | 1567        | 779         |

## Religion
Die katholische Gemeinde

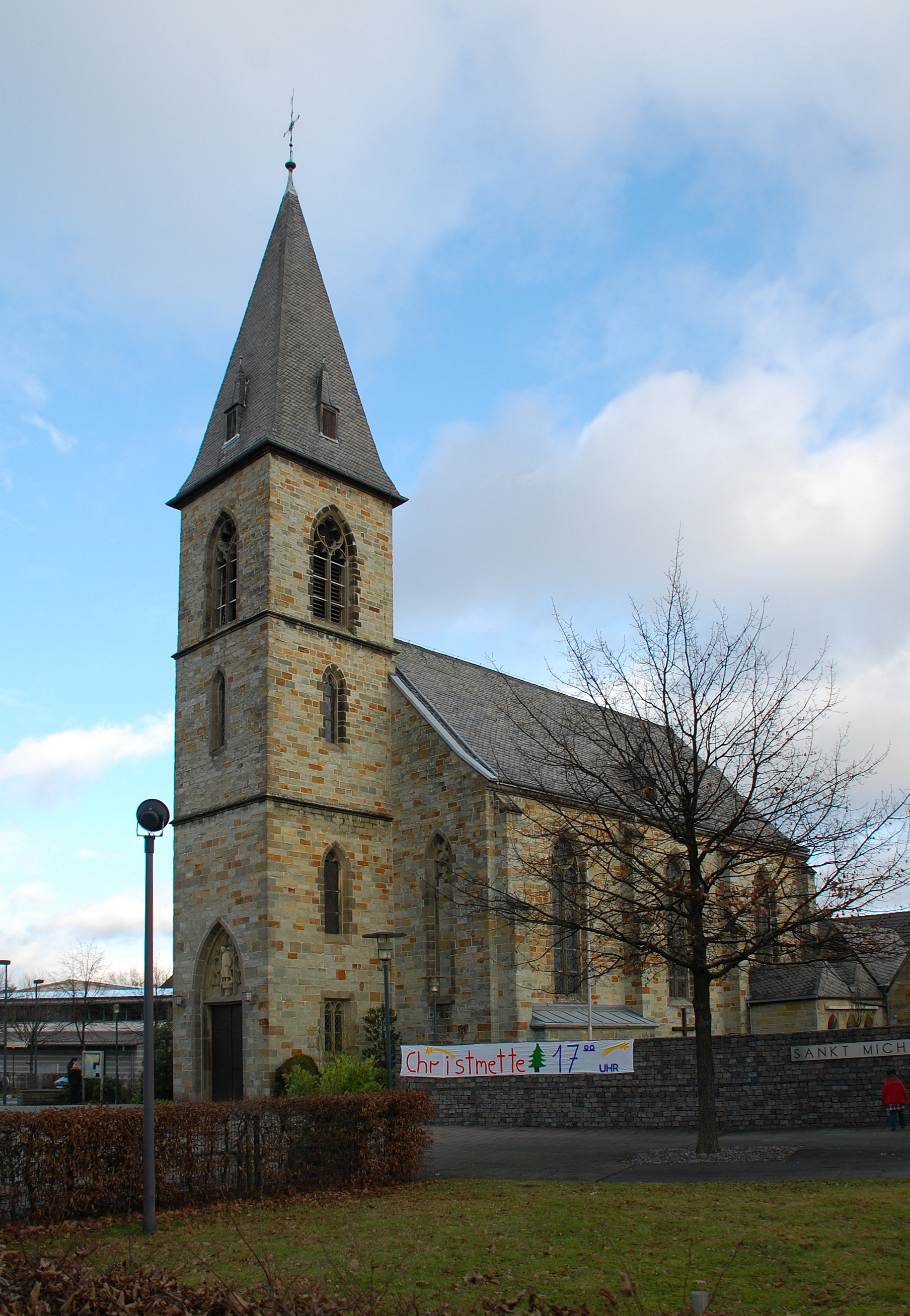
Katholische Kirche St. Michael

Im Jahr 1257 wurde ein Johannes capellanus von Lipperothe in den Urkunden angeführt. Hierbei handelte es sich offensichtlich um den Priester der Burg. Eine erste Kirche wurde 1400 und ein Pfarrhaus 1410 erwähnt. Kirche und Friedhof des alten Dorfes befanden sich nach alten Karten dort, wo sich heute die Straße Zum Alten Kirchhof befindet. Später, ca. 1621, wurde die Kirche hier abgebrochen und am Ort der jetzigen evangelisch-reformierten Kirche aufgebaut. In der Reformationszeit (ab 1555) nahmen alle Einwohner das evangelisch-lutherische Bekenntnis an. Erst 1663 wurde wieder der erste Katholik erwähnt. 1862 wurde auf dem heutigen Grundstück an der Sandstraße eine Kapelle erbaut und 1904 durch die noch heute bestehende St.-Michaels-Kirche ersetzt. Heute sind 2222 (31. Dezember 2010; 31. Dezember 2012 = 2189) Einwohner katholisch.
Die evangelisch-reformierte Gemeinde

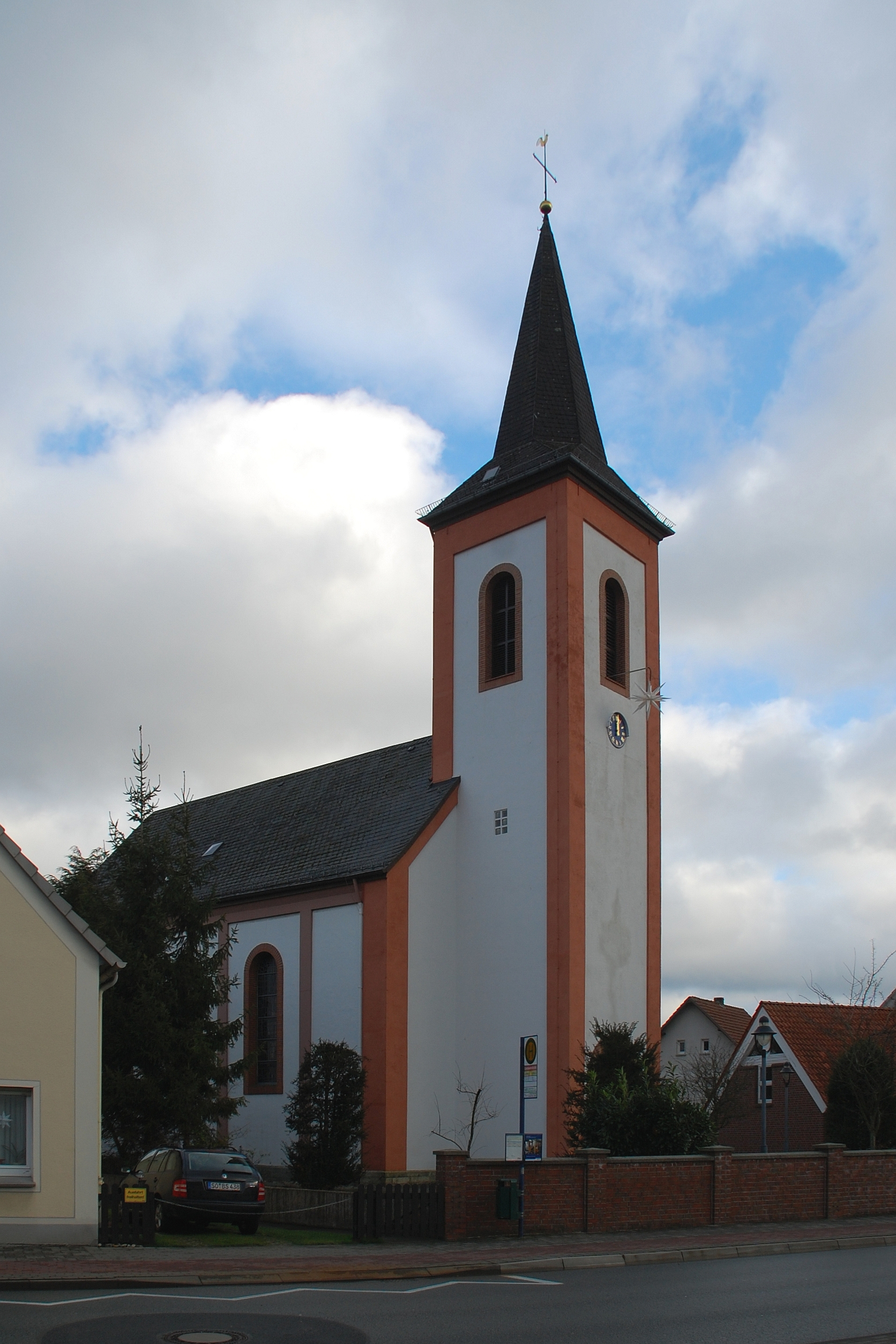
Evangelisch-reformierte Kirche in Lipperode

Im Jahr 1555 kam die Reformation nach Lipperode. Unter dem Einfluss der Landgrafen von Hessen wurde von den Grafen zur Lippe zunächst das evangelisch-lutherische Bekenntnis und von Simon VI. (1563–1613) ab 1605 die evangelisch-reformierte Lehre eingeführt. Heute sind über 1000 Einwohner evangelisch. 1866 wurde die alte Kirche abgebrochen und die heute bestehende Kirche an der Bismarckstraße erbaut. Dank der Initiative des Pfarrers Martin Hülsemann wurden um 1901 eine Schule und 1906 ein evangelischer Kindergarten errichtet.
Die kirchliche Neuordnung erfolgte zum 1. Januar 1976. Zu diesem Zeitpunkt schied die Kirchengemeinde aus der Lippischen Landeskirche aus und wurde Mitglied im Kirchenkreis Soest und der Evangelischen Kirche von Westfalen. Neben einer großen Renovierung der Kirche wurde 1987 auch das Gemeindehaus umfassend modernisiert und erweitert. Es dient heute dem Treffen vieler kirchlicher Gruppen. Heute sind 1274 (31. Dezember 2010; 31. Dezember 2012 = 1261) Einwohner evangelisch.
Die jüdische Gemeinde

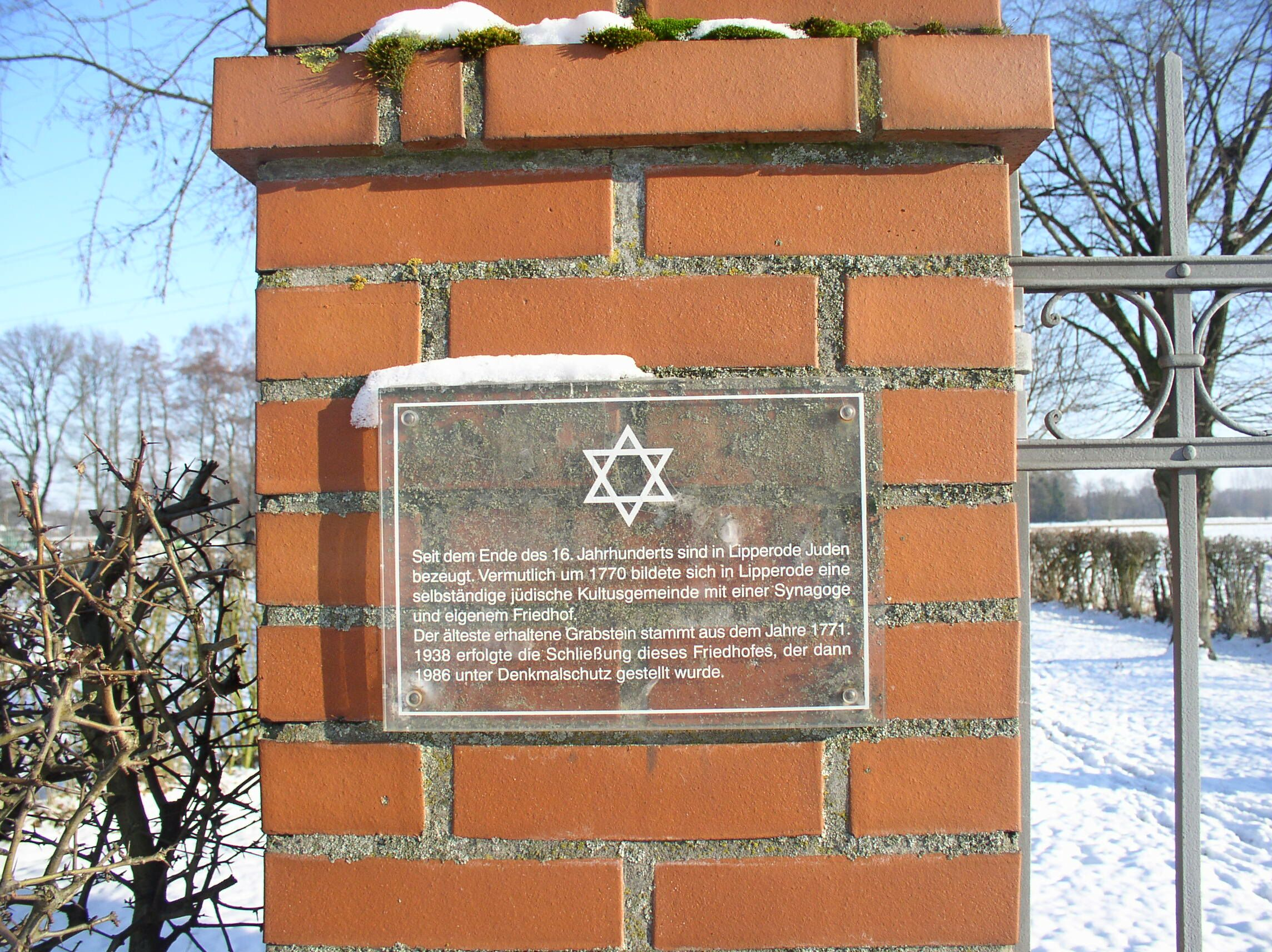
Eingang zum jüdischen Friedhof Lipperode

Schon im Jahre 1590 lebte die erste jüdische Familie in Lipperode. Eine Synagoge wurde erstmals 1773 erwähnt. Zu dieser Zeit bestand auch schon ein Friedhof dieser jüdischen Gemeinde, da der älteste erhaltene Grabstein aus dem Jahr 1771 stammt. In den Archivunterlagen wurde 1788 ein Schulmeister Moses angeführt. Es bestand also auch eine jüdische Schule, in der die Kinder die Tora lernten. Die Synagoge ist eine der wenigen Synagogen, die während der Pogromnacht am 9. November 1938 nicht zerstört wurde, obwohl die SA bereitstand. Es unterblieb aber offensichtlich der Befehl zur Ausführung. Die Synagoge wurde 1939 an die Gemeinde verkauft und 1949 zu einem Wohnhaus umgebaut. Die letzten in Lipperode lebenden vier jüdischen Familien mit 13 Personen wanderten 1938 nach Argentinien aus.

## Sehenswertes
Besuchenswert sind die Reste der alten Festung (Burg Lipperode) nahe der Lippe. 1985 wurde der alte fünfzackige Burgstern wieder teilweise rekonstruiert. Ein „Sternzacken“ wurde wieder aufgebaut, die restliche Umwehrung durch ausgehobene Gräben dargestellt. Der Betrachter gewinnt so einen Eindruck der um 1610 größten Festung in Ostwestfalen.
An der Lippestraße in der Nähe der katholischen Kirche befindet sich das Alte Gasthaus Voss. Dieser alte Fachwerk-Dorfkrug besteht schon seit dem 16. Jahrhundert. Um 1612 befand sich hier eine Station der Thurn- und Taxisschen Post. Die reitende Post benötigte zehneinhalb Stunden bis zum Schloss Detmold, dem Sitz des Landesherrn.
In der katholischen Pfarrkirche befindet sich rechts vor dem Chorraum eine kleine Kriegergedächtniskapelle, die 1920 unter der Leitung des Diözesanbaumeisters Matern erstellt wurde. An der Stirnwand befindet sich ein in Sandstein gehauenes Relief, das die Heilige Familie mit zwei knienden Soldaten darstellt. Es ist ein Werk des Wiedenbrücker Bildhauers Mormann.
Die evangelisch-reformierte Kirche erhielt eine Renaissance-Kanzel von ca. 1600/1610, die von der Marienkirche zu Lippstadt für 50 Reichstaler gekauft wurde. Eine sehenswerte Malerei sind die Darstellungen der vier Evangelisten an der mit Ornamenten verzierten Kanzel.

## Infrastruktur
In Lipperode gibt es zwei Kindergärten, eine Grundschule und eine Realschule. Es bestehen verschiedene Vereine mit Angeboten für alle Altersklassen. Für die Nahversorgung gibt es zwei Lebensmittelmärkte. Der medizinischen Versorgung dienen je eine Arzt- und eine Zahnarztpraxis. Auch eine Einrichtung der Behindertenhilfe mit Werkstatt und Wohnstätte ist im Ort ansässig.

## Natur und Freizeit
Im Norden wird Lipperode durch ein großes Natur- und Landschaftsschutzgebiet begrenzt, das auf gekennzeichneten Wegen erkundet werden kann. Am Zachariassee, einem Ruhe- und Brutplatz für zahlreiche Vogelarten, befindet sich eine Beobachtungshütte. Angrenzend im Osten kommt man zum 23 Hektar großen Alberssee, einem Baggersee, eines der Lippstädter Segelreviere mit Naturfreibad am Südende. Im Süden ist die Lippe mit ihren Auen und Lippewiesen die natürliche Begrenzung. Auch dieses Gebiet wird von Naturschutzzonen (Biotopen) durchzogen. Im Südwesten ist ein städtisches Waldgebiet, die Bellevue (= Schöne Aussicht) das vielen Sportlern und Spaziergängern zur Erholung dient. Im Nordosten befindet sich gleichfalls ein kleines Waldgebiet, das auch von Biotopzonen begrenzt wird. Der Boker-Heide-Kanal bildet eine weitere Grenze zum Lippstädter Gebiet. Hier befindet sich auch ein weiterer Baggersee, der Margaretensee, mit einem Campingplatz. Rund um Lipperode führen Wander- und Fahrradwege.

## Vereine

### Sport
- Der TuS Lipperode (Turn- und Sportverein Lipperode von 1919 e. V.) wurde am 11. November 1919 gegründet, erster Vorsitzender war Heinrich Hunold. Kurz vor dem Zweiten Weltkrieg bis in die frühen 1950er Jahre gab es eine mit dem Ort Mettinghausen zusammen gebildete Fußballmannschaft. Heute ist der TuS Lipperode führend im Frauenfußball. Im Jahr 2008 hatte der Verein 1050 Mitglieder (2011/12 = 1047), Fußball wird von 7 Senioren- und 14 Juniorenteams gespielt. Weiter bestehen eine Turn-, eine Tennis- und eine Taekwondoabteilung.

- Der 1977 gegründete Turnverein Lipperode (TVL) widmet sich hauptsächlich dem Geräteturnen. Nach der Gründung entstanden zahlreiche andere Breitensportgruppen. Er ist der fünftgrößte Sportverein in Lippstadt (2011/12 = 826 Mitglieder; siebtgrößter Sportverein in Lippstadt).

### Schützen
- Der Lipperoder Schützenverein 1877 e. V. wurde am 24. Juni 1877 offiziell gegründet. Ein Schützenverein existierte schon seit 1832, wie dies eine Plakette an der Traditions-Königskette ausweist. Jedoch sind keine näheren Angaben bekannt. Allerdings wurde nachweislich am 2. und 3. Juni 1833 ein Schützenfest am Tannenbaum gefeiert. Das alljährliche Schützenfest auf dem Festplatz findet am letzten Juniwochenende statt.

- Der Schützenverein Fürstlich Lippische Schützen von 1813 Exklave Lipperode wurde 1987 gegründet und hat sich zum Ziel gesetzt, der Bevölkerung Uniformen und Geräte der Zeit um 1813 zu zeigen. Darüber hinaus will man die Geschichte der Lippischen Schützen und ihre Verbindung zu Lipperode und dem Land Lippe erforschen und die Ergebnisse darstellen.

### Gesang und Musik
- Der Gesangverein 1861 Lipperode ist ein gemischter Chor und wurde zunächst als Männergesangverein im Jahr 1861 gegründet. 1975 erfolgte eine Umwandlung zum Gemischten Chor.
- Der Gesangverein „Cäcilia“ Lipperode wurde 1888 als Männerchor gegründet und 1972 in einen gemischten Chor umgewandelt.
- Die Lipperoder Burgschwalben sind ein Kinder- und Jugendchor, der im Jahr 1976 gegründet wurde.
- Der Lipperoder Spielmannszug 1983 e. V. wurde am 5. Mai 1983 gegründet und steht in der Tradition des von 1926 bis 1939 bestehenden 1. Lipperoder Tambourcorps.

### Weitere Vereine
- Der Bürgerring Lipperode e. V. wurde zur Erhaltung und Förderung des Heimatgedankens sowie der natürlichen Eigenart und Schönheit Lipperodes am 5. August 1998 gegründet. Der Bürgerring führt Veranstaltungen gemeinsam mit Lipperoder Vereinen und Verbänden durch. Eine Partnerschaft besteht mit der französischen Gemeinde Saint-Nicolas (Pas-de-Calais).
- Die Caritas-Konferenz St. Michael hat es sich zur Aufgabe gemacht, hilfs- und unterstützungsbedürftigen Personen, insbesondere aus dem Ort, mit Tat und Rat beizustehen.
- Der Förderverein Gemeindehaus der evangelisch-reformierten Kirchengemeinde besteht seit 1988 und zählte am 31. Dezember 2007 387 Mitglieder. Sein Ziel ist die Förderung des evangelischen Gemeindehauses.
- Der Gemeindeverein St. Michael Lipperode wurde am 1. Oktober 2006, dem Patronatsfest, gegründet. Seine Aufgabe ist es, die Einrichtungen der Kirchengemeinde St. Michael durch materielle und ideelle Hilfen zu fördern und zu unterstützen. Dies sind insbesondere die drei Häuser der Gemeinde – die Pfarrkirche, das Pfarrheim und der Kindergarten St. Michael.
- Der Gewerbe- und Förderverein für Lipperode wurde am 24. August 2008 gegründet. Mitglieder sind insbesondere die in Lipperode Handel, Handwerk und Gewerbe treibenden Einwohner.
- Der Heimatverein Lipperode kümmert sich um die Geschichte des Ortes und seiner Bevölkerung, feiert jährlich einen Heimatnachmittag und führt Interessierte durch den Ort.
- Der Naturschutzbund (NABU) Lipperode achtet auf die Naturschutzgebiete am Zachariassee und am Merschgraben.
- Drei Taubenvereine haben sich im Ort etabliert (Nordvogel, Siegesbote und Unter uns).

## Sonstiges

### Muckeburg
Auch Lipperode und die Lipperoder haben einen Spitznamen, nämlich „Muckeburg“ bzw. „Muckeburger“. Bei Dorffesten oder sonstigen geselligen Gelegenheiten wird gern das Lied von den „Muckeburger Jungen“ gesungen.
Das Wort „Burg“ stammt wohl von der in Lipperode erbauten Wasserburg und ehemals größten Festung in Ostwestfalen, die von den Edelherrn zur Lippe hier erbaut wurde. Ursprünglich wurden in Schreiben der vormals fürstlich-lippischen Regierung in Detmold die Bewohner Lipperodes als „Muckeburen“ genannt, demnach waren überwiegend Bauern oder zinspflichtige Colonen in Lipperode ansässig.
Die Bedeutung des Wortes „Mucke“ ist schwieriger zu klären. Einerseits könnte es von dem Wort Mücke = althochdeutsch „Mucke“ abgeleitet sein. Andererseits könnte es mit der ursprünglichen Sumpf- und Moorlandschaft zusammenhängen. Die obersten Schichten des Torfes heißen auch „Mucken“, plattdeutsch „Miucken“. Da die Lipperoder Kolonen diese Torfschicht als Dünger verwerteten, ist der Name „Muckeburen“ verständlich. Ein Beispiel gibt auch der heute noch existierende Name „Muckenbruch“ für das Naherholungsgebiet im Kurort Erwitte-Bad Westernkotten.

### Die Römer-Lippe-Radroute
Die Römer-Lippe-Route ist ein 479 km langer Radfernweg. Die Route führt vom Hermannsdenkmal bei Detmold entlang der Lippe bis nach Xanten. Die Route führt über das Gebiet Lipperodes zum Teil direkt entlang der Lippe. Die Römer fuhren mit ihren extra für die flache Lippe erbauten Schiffen flussaufwärts, um die ansässigen germanischen Stämme zu unterwerfen.

## Töchter und Söhne
- Wilhelm Sander (* 4. April 1929), Physiker und Hochschullehrer in Göttingen und Aachen, ab 1967 Lehrstuhlinhaber an der TH Aachen